# C6H3Cl4N
化学式C6H3Cl4N（摩尔质量 230.907 g/mol）可能指：
- 四氯苯胺
  - 2,3,4,5-四氯苯胺，CAS号：634-83-3 
  - 2,3,4,6-四氯苯胺，CAS号：654-36-4 
  - 2,3,5,6-四氯苯胺，CAS号：3481-20-7
- 四氯甲基吡啶
  - 三氯甲基氯吡啶
    - 2-氯-3-三氯甲基吡啶，CAS号：72648-12-5 
    - 2-氯-4-三氯甲基吡啶，CAS号：52413-82-8 
    - 2-氯-5-三氯甲基吡啶，CAS号：69045-78-9 
    - 氯草定（2-氯-6-三氯甲基吡啶），CAS号：1929-82-4 
    - 3-氯-5-三氯甲基吡啶，CAS号：85148-27-2 

  - 二氯甲基二氯吡啶
    - 3,5-二氯-2-二氯甲基吡啶，CAS号：7041-25-0 
    - 3,6-二氯-2-二氯甲基吡啶，CAS号：114431-95-7

|  | 这个同类索引页列出了具有相同分子式的化学物（即同分異構體）条目。 除非您是有意链接至本页，否则应将相应条目的内部链接指向正确的条目。 |